# Персей (Челлини)
«Персей с головой Медузы» (итал. Perseo con la testa di Medusa) — шедевр искусства скульптуры, созданный выдающимся итальянским скульптором и ювелиром периода маньеризма флорентийской школы Бенвенуто Челлини в 1545—1554 годах для герцога Козимо I Медичи. Находится в Лоджии Ланци на площади Синьории во Флоренции.

## Сюжет
Персей (др.-греч. Περσεύς) — герой древнегреческой мифологии из аргосского цикла, сын Данаи и Зевса, предок Геракла. Возмужав, герой получил от местного правителя Полидекта поручение принести голову Медузы Горгоны — чудовища, от одного взгляда которого люди превращались в камень. Персей совершил далёкое путешествие и благодаря помощи богов Гермеса, Афины и Гефеста победил чудовище. Боги подарили герою оружие и снаряжение, герой полетел к горгонам, которые жили, по разным данным, на берегу Океана, за Океаном, в Эфиопии или в Ливии. Он застал горгон спящими и приблизился к Медузе, единственной смертной из трёх сестёр, глядя на её отражение в отполированном до зеркального блеска щите или в зеркале (по альтернативной версии, Персей просто отвернулся). Руку героя в этот момент направляла Афина. Персей отсёк горгоне голову, спрятал её в волшебную сумку и обратился в бегство.

## История создания скульптуры
Созданию скульптуры предшествовали грозные события 1530 года. Они стали переломным моментом в истории Флоренции. Одиннадцатимесячная осада города, где к тому времени уже три года существовала республика, привела к победе сил папы Климента VII (Джулио Медичи) и императора Карла V Габсбурга. В результате у власти оказался Алессандро Медичи — первый правитель, носивший титул «великий герцог». За ним на престол взошёл Козимо I Медичи. Они старались всеми доступными способами доказать свою связь со знатным родом Медичи (Козимо I был представителем его боковой ветви, а Алессандро — незаконнорождённым сыном папы Климента VII). Заказав скульптуру «Персей» у мастера Челлини, Козимо I Медичи проявил себя как щедрый меценат и мудрый политик, ведь одним из важных способов утверждения легитимности власти и укрепления позиций, наряду с изгнанием политических противников и изменением порядков в городе, было создание художественных произведений, недвусмысленно демонстрировавших иерархию и распределение сил в новой Флоренции. Для политики Медичи в области искусства главной задачей стал «перевод актуальных политических идей на визуальный язык образов, причём язык, одинаково понятный всем. Таким языком в Италии конца XVI века являлся язык античности, усвоенный ренессансной культурой и основанный на адаптации форм позднеримского времени и гуманистической риторики».
В 1545 году скульптор получил заказ от флорентийского герцога Козимо I Младшего на создание статуи Персея, которая могла бы прославить Флоренцию так же, как её прославили ранее произведения Микеланджело Буонарроти, а также возвеличить герцога (миф о Персее трактовали в качестве аллегории победы Козимо Медичи над сторонниками республиканского правления). В своём знаменитом «Жизнеописании» Челлини отметил:

 Так как наш герцог флорентийский в это время, а был у нас август месяц 1545 года, находился в Поджо-а-Кайано, месте, удалённом от Флоренции на десять миль, то я к нему поехал, единственно чтобы исполнить свой долг, потому что и я тоже флорентийский гражданин и потому что предки мои были весьма привержены к Медицейскому дому, и я, больше, чем кто-либо из них, любил этого герцога Козимо. … Он мне сказал: «Если ты захочешь сделать что-нибудь для меня, я тебе учиню такие ласки, что ты, пожалуй, останешься изумлён, лишь бы твои работы мне понравились; в чём я нисколько не сомневаюсь». Я, злополучный бедняга, желая показать в этой чудесной школе, что за то время, что я был вне её, я потрудился в ином художестве, чем то, что сказанная школа полагала, ответил моему герцогу, что охотно, либо из мрамора, либо из бронзы, сделаю ему большую статую на этой его прекрасной площади. На это он мне ответил, что хотел бы от меня, как первую же работу, единственно Персея; это было то, чего он уже давно желал; и попросил меня, чтобы я ему сделал модельку 
Скульптор решил отлить фигуру из бронзы, но так, чтобы, в отличие от всех предыдущих, её можно было бы рассматривать со всех сторон. Это была одна из основных идей Челлини теоретика и практика. Задачи абсолютно «круглой» статуи до этого не были решены, ведь даже знаменитый «Давид» Микеланджело и, тем более, Святой Георгий Донателло рассчитаны на фронтальное восприятие с одной главной точки зрения. Скульптурные произведения эпохи итальянского Возрождения ещё не статуарны в полном смысле этого слова, они связаны с архитектурой и предполагают фон в виде стены, ниши, обрамления. Поэтому и изображаемые скульпторами фигуры строились по «принципу рельефа», обоснованному тем же Микеланджело. Именно в этом контексте, вероятно, следует понимать слова Челлини о том, что он стремился сделать «лучшую статую».
Для решения столь необычных задач (позднее, в эпоху барокко, создание «круглой статуи» стало нормой) Челлини использовал моделло — небольшой эскиз из жёлтого воска — и представил его на утверждение герцогу. Затем вылепил из глины фигуру в натуральную величину: боццетто. После отливки из бронзы 27 апреля 1554 года статую Персея торжественно установили на главной площади города. Ныне после очистки и реставрации, которые закончились в 1998 году, оригинальная статуя находится почти на том же месте, на Пьяцца делла Синьория во Флоренции, перед зданием Лоджии деи Ланци.

## Особенности композиции и стиля
Фигура Персея совершенна по пластике, выразительна по силуэту и полна множеством мелких, изысканно проработанных деталей. Однако Б. Р. Виппер писал, что если в статуе действительно много совершенных деталей, то Челлини всё же «не удалось достигнуть подлинного единства и слитности различных точек зрения… переходы между отдельными видами резки и отрывисты».
Тем не менее, фигура Персея изумительна по красоте и также красива голова Медузы горгоны (что противоречит сюжету). О гордости художника за своё творение свидетельствует подпись Челлини, начертанная на перевязи, перекинутой через плечо Персея. Считается также, что в сложном рисунке крылатого шлема Персея замаскирован автопортрет скульптора. Вместе с тем нельзя не заметить некоторую выхолощенность содержания, повышенное внимание художника к качеству поверхности, что свойственно искусству флорентийского маньеризма второй половины XVI в., и, в частности, манере Челлини, ювелира по призванию. «Дух красивой жестокости присущ этой большой статуе, отделанной с поистине ювелирной тщательностью».
«Персей» Челлини установлен недалеко от «Давида» Микеланджело; показательно их сравнение: две эпохи, два стиля в истории искусства Италии. Дух подлинной героики, мощи и свободы (при некотором несовершенстве пластики) воплощает статуя «Давида», формальную изысканность и изощрённость техники — статуя «Персея». «Давид» был создан в 1501—1504 годах, на полстолетия ранее «Персея», а в 1564 году, спустя десятилетие после установки «Персея» на площади Синьории (Микеланджело положительно отозвался о творении Челлини), великого Микеланджело не стало.

## Отливка статуи
Возможность успешной отливки статуи «Персея» из бронзы из-за её необычной пространственности (далеко выдающихся частей) с самого начала вызывала сомнения. Процесс отливки статуи «Персея» — один из самых драматичных эпизодов в истории искусства — известен нам во всех деталях благодаря свидетельству автора. Он изложен в его знаменитом «Жизнеописании» (1558—1566), впервые изданном в Неаполе в 1728 году.

 Я уверенно рассчитывал, — писал Челлини, — что, окончив мною начатую работу над Персеем, все мои испытания должны обратиться в высшее наслаждение и славное благополучие… Я начал с того, что раздобылся несколькими кучами сосновых бревен… и одевал моего Персея… глинами. И когда кончил выводить воск, я сделал воронку вокруг моего Персея… из кирпичей, переплетая один поверх другого и оставляя много промежутков, где бы огонь мог лучше дышать; затем я начал укладывать туда дрова, этак ровно, и жёг их два дня и две ночи непрерывно; убрав таким образом оттуда весь воск и после того, как сказанная форма отлично обожглась, я тотчас же начал копать яму, чтобы зарыть в неё мою форму (но от огня начался пожар в мастерской, огонь заливали водой, а сам мастер простудился и с лихорадкой слег в постель. Пока Челлини был в беспамятстве, ученики испортили всю работу, бронза застыла, и мастер, больной и измученный, снова встал у горна. Добавляя дрова и усиливая жар, Челлини добился того, что застывшее «тесто» снова превратилось в пластичный металл, но из-за огромной температуры печи в мастерской опять вспыхнул пожар. Его тушили «водой и полотнищами»)… И когда я увидел, что воскресил мёртвого, вопреки ожиданию всех этих невежд, ко мне вернулась такая сила, что я уже не замечал, есть ли у меня ещё лихорадка или страх смерти (вдобавок ко всем неприятностям, не выдержав температуры, треснула крышка горна, и бронза стала выливаться. Затем обнаружилось, что бронза плохо заполняет форму, от слишком большой температуры, как пишет Челлини, «выгорела примесь» (добавки олова, которые обеспечивают пластичность сплава). Я велел взять все мои оловянные блюда, и чашки, и тарелки, каковых было около двухсот, и одну за другой я их ставил перед моими желобами, а часть их велел бросить в горн (а во Флоренции хорошая оловянная посуда стоила как серебряная). Через трое суток приступили к постепенному охлаждению формы. Это заняло ещё два дня. Снимая одну за другой части формы, мастер вскрывал отлитую скульптуру, удивляясь, что «не получилось никакой недохватки… казалось прямо-таки, что это дело чудесное, поистине направленное и содеянное Богом». Бронзы не хватило только наполовину стопы Персея
Первые сомнения в рассказе Челлини появились уже в Средневековье, вскоре после публикации его мемуаров — оловянная посуда никогда не стоила, как серебряная, кроме того, двести единиц оловянной посуды бывало лишь в домах крупных феодалов, устраивающих пышные приемы. Это можно было бы объяснить, если бы Челлини в своей мастерской лил и продавал оловянную посуду, однако об этом не упоминает ни сам Челлини, ни его современники, образцов этой посуды до нас не дошло; кроме того, крайне странно выглядит ситуация, когда Челлини отлил 200 предметов оловянной посуды, но её никто не купил, а затем ему не хватило олова на статую. За столетия в галерее статуя постепенно покрылась патиной и птичьим пометом, и в 90-е годы было решено реставрировать её. Во время реставрации со всей статуи была снята патина, и её подвергли химическому анализу. Он показал, что содержание олова и примесей в бронзе равномерно по всей статуе — что делает историю с оловянными ложками ещё более сомнительной. Исключением по содержанию олова оказалась правая нога статуи. Челлини писал, что ему пришлось отливать полступни, но выяснилось, что вся правая нога статуи имеет содержание олова, отличное от остальной статуи — похоже, что Челлини пришлось заново отливать всю правую ногу. Вторым исключением по олову оказалась голова Медузы, но тут всё совпадает с мемуарами Челлини — он говорил, что первая голова Персея лилась в спешке и не понравилась заказчику (герцогу Медичи), тогда Челлини придал голове женские черты и змеиные волосы и она стала головой Медузы.
Последнее (сходство головы Медузы с Персеем) вызывало неоднозначную реакцию как современников Челлини, так и современных критиков.
"В детстве статуя произвела на меня очень тяжелое впечатление. Я увидел ее на школьной экскурсии. Остальные ребята заметили, что голова Медузы очень похожа на самого Персея, и начали смеяться: «Персей держит голову Персея!» Я же заметил, что голова все-таки имеет женские черты и она старше. И мне мерещилось: Персей отрубил голову своей маме! В течение многих лет меня коробило от одного воспоминания об этой статуе." (Мартин Эжен, французский журналист, путешественник, видеоблогер) 
После завершения отливки Челлини тщательно, как ювелир, прочеканил мелкие детали и отполировал поверхность статуи. Качество поверхности бронзы после очистки и реставрации скульптуры до настоящего времени вызывает восхищение зрителей и непременно получает высокую оценку специалистов.

## Постамент
В композиции скульптуры Персей держит только что отрубленную голову Медузы Горгоны, высоко подняв её над собой. Его лицо обращено к распластанному под ногами телу. Правая рука с мечом отведена чуть назад. Группа стоит на постаменте на цоколе которого расположен барельеф c изображением сцены освобождения Персеем Андромеды.
Постамент статуи создан согласно эстетике маньеризма и перегружен декором: гирлянды, маскароны, букрании, гермы — многогрудые женские фигуры по мотивам статуи Артемиды Эфесской. В нишах постамента Челлини расположил статуи Юпитера, Данаи, Меркурия и Минервы. Под каждой из них в картушах начертан текст. Известно, что эти тексты пережили две редакции, а их авторство приписывается Бенедетто Варки.
- Голова Персея
- Торс с перевязью
- Меч Персея
- Шлем Персея (автопортрет скульптора) со спины
- Голова горгоны
- Распростёртое тело обезглавленной горгоны
- Букрании постамента
- Постамент. Статуя Юпитера
- Даная и младенец Персей
- Минерва (Паллада)
- Меркурий
- Рельеф постамента: Персей освобождает Андромеду

По четырём углам верхней части постамента помещены букрании — козлиные головы. В христианской символике козёл в большинстве случаев — отрицательный персонаж, его размещение здесь оправдано тем, что знак козерога был использован в эмблеме Козимо I Медичи в память о военной победе, одержанной под влиянием этого созвездия. Девиз «Fidem fati virtue sequemur» [«Я буду доблестно следовать предначертанному судьбой»] — намёк на веру Козимо Медичи в астрологию. Позднее, в 1556—1559 годах в Зале Козимо I в Палаццо Веккьо знак козерога появится в декоре красно-белого терракотового мозаичного пола, и потом станет частым атрибутом, связанным с личностью герцога.
Другие декоративные элементы — гермы, отсылающие к иконографии Артемиды Эфесской и гирлянды плодов, — связаны с темой плодородия и изобилия. Маскароны в виде черепа призваны напоминать фразу, восходящую к книге Екклесиаста: «Vanitas vanitatum et omnia vanitas» (Суета сует и вся суета). Сочетание главной скульптуры и барельефа постамента является характерной чертой искусства XVI века. Например, на постаменте «Юдифи и Олоферна» (другой скульптурной группы Лоджии Ланци) изображаются вакхические сцены, не относящиеся непосредственно к теме памятника, но служащие антитезой образу главного героя.